# 토모나가 미오
토모나가 미오(일본어: 朝長 美桜, TOMONAGA MIO, 1998년 5월 17일 ~ )는 일본의 여성 아이돌 그룹 전 HKT48 팀KIV 및 전 AKB48 팀4 및 전 텐토우무Chu!의 멤버이다.

## 소속 그룹 / 소속사
- 전 HKT48 팀KIV 멤버. TWIN PLANET 소속.